# 约翰·温斯罗普

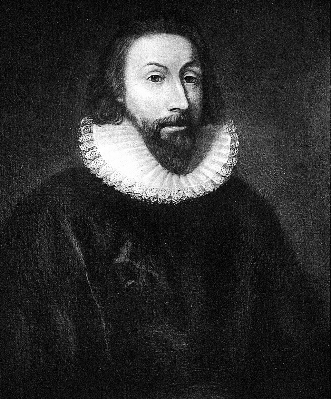
John Winthrop

约翰·温斯罗普（英語：John Winthrop，1588年1月12日—1649年3月26日）1629年，溫索普因清教信仰被剝奪公職。溫索普是一位律師，畢業於劍橋大學，屬於擁有土地的貴族。他購買了新成立的馬薩諸塞公司的股票，而該公司年初獲得了在新英格蘭開辟殖民地的特許狀。溫索普表示如果公司能夠把理事會遷到美洲，成立自治殖民地，他願意出賣自己在英國的土地，舉家搬到馬薩諸塞。那些不贊成建立契約社會的股東，友好的轉讓了自己的股票，溫索普本人則當選為殖民地總督。在1629年率领一批清教徒前往新大陆并成立马萨诸塞湾殖民地。他在1630年4月8日被选为殖民地第二任总督，在其后的20年内4度担任总督。
约翰·温斯罗普以他著名的布道辞“山巔之城”（真正的标题是“基督徒慈善的典范”）而著称。
马萨诸塞州的温斯罗普镇是以他命名的，而哈佛大学的温斯罗普大楼也是以他命名，因为他曾短期担任过哈佛校长。